# Anisa (insect)
Anisa is een geslacht van Phasmatodea uit de familie Pseudophasmatidae. De wetenschappelijke naam van dit geslacht is voor het eerst geldig gepubliceerd in 1906 door Redtenbacher.

## Soorten
Het geslacht Anisa is monotypisch en omvat slechts de volgende soort:
- Anisa flavomaculatus (Gray, 1835)